# Sacculiphallus nigrogeniculatus
Sacculiphallus nigrogeniculatus är en insektsart som först beskrevs av Heinrich Hugo Karny 1926.  Sacculiphallus nigrogeniculatus ingår i släktet Sacculiphallus och familjen vårtbitare. Inga underarter finns listade i Catalogue of Life.